# Pinus johannis
Pinus johannis é uma espécie de pinheiro originária do Novo Mundo. Faz parte do grupo de espécies de pinheiros com área de distribuição na México, sul do Arizona e Novo México.